# Indian Heaven
Indian Heaven ist ein Vulkanfeld im Skamania County im US-Bundesstaat Washington. Auf halbem Weg zwischen Mount St. Helens und Mount Adams gelegen, stammt das Vulkanfeld aus dem Pleistozän bis frühem Holozän. Es verläuft in Nord-Süd-Richtung und wird von sechs kleinen Schildvulkanen dominiert; deren Schilde werden von kleinen Schweißschlacken- und Schlackenkegeln überragt. Außerdem enthält das Feld eine Reihe subglazialer Vulkane und Tafelvulkane. Die nördlichste Spitze im Feld ist der Sawtooth Mountain, die südlichste der Red Mountain; sein höchster Punkt, der Lemei Rock, erreicht eine Höhe von 5.925 ft (1.806 m).
In Indian Heaven gibt es sowohl polygenetische als auch monogenetische Vulkane; viele dieser Vulkane sind nur einmal ausgebrochen, bevor sie wieder erloschen, während andere mehrmals ausbrachen. Etwa 50 eruptive Zentren liegen im Vulkanfeld von Indian Heaven, von denen etwa 40 Lavaflüsse ausgingen. Der gesamte eruptive Ausstoß des Feldes betrug während der vergangenen 700.000 Jahre 58 … 79 km³. Die letzte vulkanische Aktivität erzeugte vor etwa 8250 ± 100 Jahren einen großen Schlackenkegel, das Big Lava Bed, sowie voluminöse Lava- und Schweißschlacke-Flüsse. Ein künftiger Ausbruch ist möglich, auch wenn das Volcano Hazards Program der United States Geological Survey die von Indian Heaven ausgehende Gefahr als gering einstuft.
Das Vulkanfeld ist umgeben von der Indian Heaven Wilderness, einem geschützten Wildnisgebiet innerhalb des Gifford Pinchot National Forest, das eine diverse Fauna und Flora beherbergt. Das Gebiet wurde vor etwa 10.000 Jahren von Indianern besiedelt; der Name Indian Heaven ist von der Bezeichnung der Ureinwohner für das Gebiet abgeleitet. Als beliebtes Erholungsgebiet bietet die Region eine Anzahl von Wanderwegen sowie mehr als 150 Seen zum Angeln, Schwimmen und Bootfahren.

## Geographie

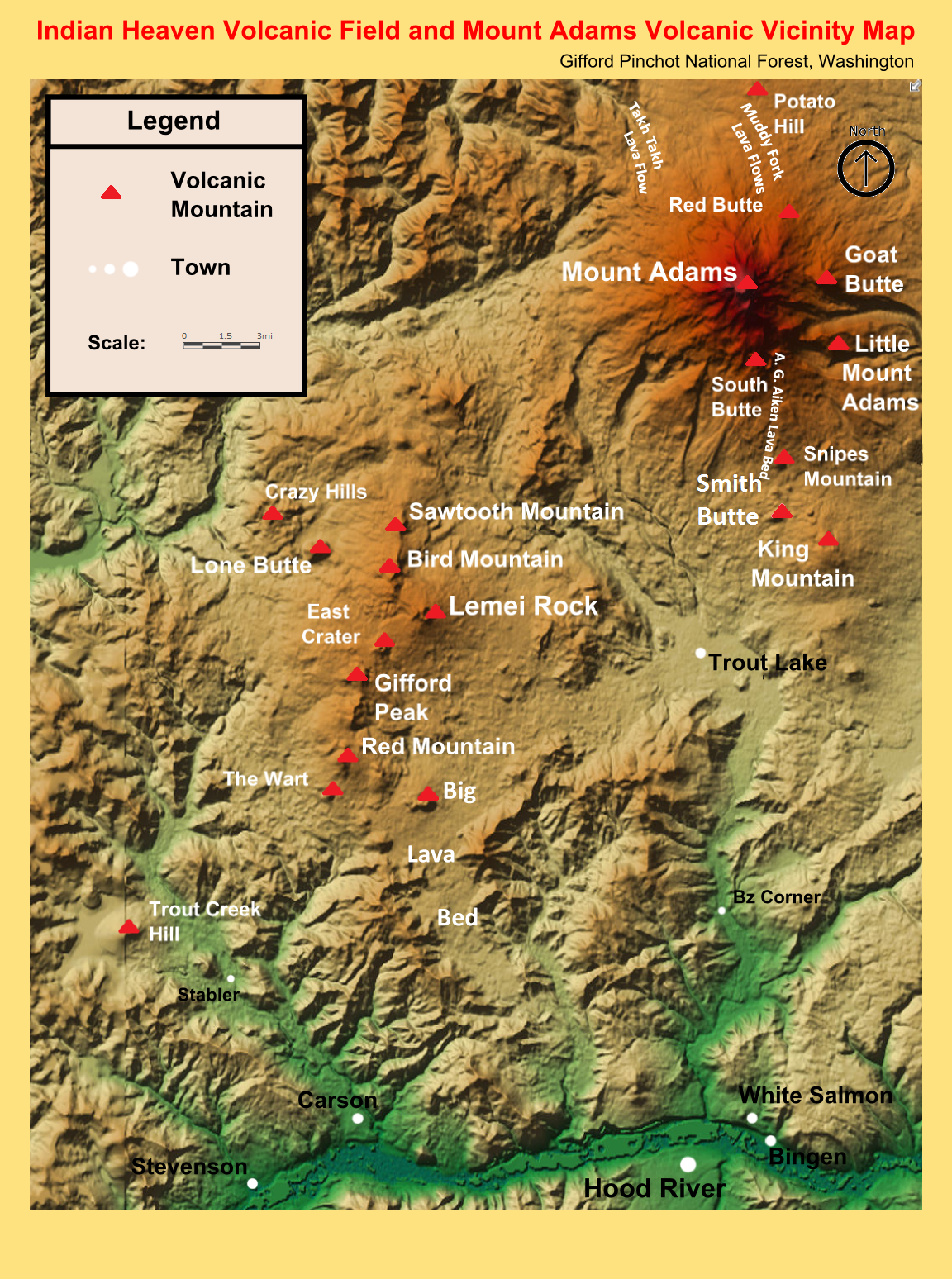
Das Vulkanfeld Indian Heaven und der Mount Adams auf einer Reliefkarte

Mit seiner Lage im Skamania County in Washington ist das Vulkanfeld Indian Heaven Teil der Hoch-Kaskaden,:382 einem östlichen Segment der Kaskadenkette, welche nord-südwärts ausgerichtet ist.:30 Am Ende des Pleistozäns geformt, sind diese Berge über urtümlicheren Vulkanen aufgetürmt, deren Aktivität aufgrund der parallel nord-südwärts verlaufenden Verwerfungen in der umgebenden Region abgeflaut ist.:31 Indian Heaven liegt 64 km östlich von Vancouver (Washington) und 23 km nördlich des Columbia River.:383
Das Vulkanfeld Indian Heaven liegt zwischen Mount St. Helens und Mount Adams, etwa 30 km südöstlich des letzteren. Die Simcoe Mountains liegen im Osten.:244 Im Westen liegt ein diffuser, etwa 40 km langer aus mindestens 22 Eruptionszentren bestehender Vulkangürtel, d. h. eine große vulkanisch aktive Region, der in südöstliche Richtung strebt und Marble Mountain, Bare Mountain, West Crater und Trout Creek Hill einschließt.:20 Das Feld hat einen Durchmesser von 20 mi (32 km):254 und eine Gesamtfläche von 450 Quadratkilometern. Den höchsten Punkt bildet der Schildvulkan Lemei Rock, welcher eine Höhe von 1.806 Metern erreicht.

### Wildnisgebiet
Die Indian Heaven Wilderness, deren Fläche 84,11 Quadratkilometer beträgt, b liegt auf einer bewaldeten Hochebene. Sie umfasst subalpine Wiesen, das Vulkanfeld selbst und eine Reihe anderer vulkanischer Elemente, sowie mehr als 150 Seen und Wälder. Durch die Washington Wilderness Bill von 1984 geschaffen, liegt sie zwischen dem Mount Adams und der Columbia River Gorge, einem Canyon des Columbia River. Als Teil des Gifford Pinchot National Forest enthält das Wildnisgebiet 16,4 mi (26,4 km) des Pacific Crest Trail, welcher es von Nord nach Süd durchquert, sowie sieben weitere mit diesem verbundene Wanderwege, die ein Netzwerk von 42 mi (68 km) Länge bilden. Das Gebiet ist ziemlich unzugänglich, da die Straßen jedes Jahr bis in den Juni hinein von Schnee bedeckt sind, obwohl der Schnee meist bis Mitte Juli geschmolzen ist, so dass Besuche im Spätsommer und Herbst möglich sind.

## Ökologie
Die Hochebene der Indian Heaven Wilderness bietet Wälder, die vorrangig von Purpur-Tannen, Edel-Tannen und Felsengebirgs-Tannen gebildet werden, obwohl es auch Bestände von Riesen-Lebensbaum,:246 Berg-Hemlocktanne,:90 Küsten-Tanne und Engelmann-Fichte:93 gibt. Die Wälder in der Gegend enthalten einen Unterwuchs aus Huckleberrys und Bärengras,:220 :246 außerdem farbenfrohe Wild-Blumen,:88 Weinblatt-Ahorn,:89 Blütenpflanzen wie Heidelbeeren, Heidekräuter,:90 Achlys triphylla und Germer:93 sowie aromatische „Wintergrün“-Arten (englisch wintergreen) wie Scheinbeeren.:220 Viele Seen der Region sind Heimat von Forellenarten wie Cutthroat,:220 Regenbogenforelle und Bachsaibling. Amphibien wie Frösche können im Wildnisgebiet:90 ebenso wie Hirsche, Wapitis und Schwarzbären beobachtet werden. Aufgrund der starken Populationen von Mücken wird Indian Heaven gelegentlich als „Insect Heaven“ bezeichnet.

## Siedlungsgeschichte

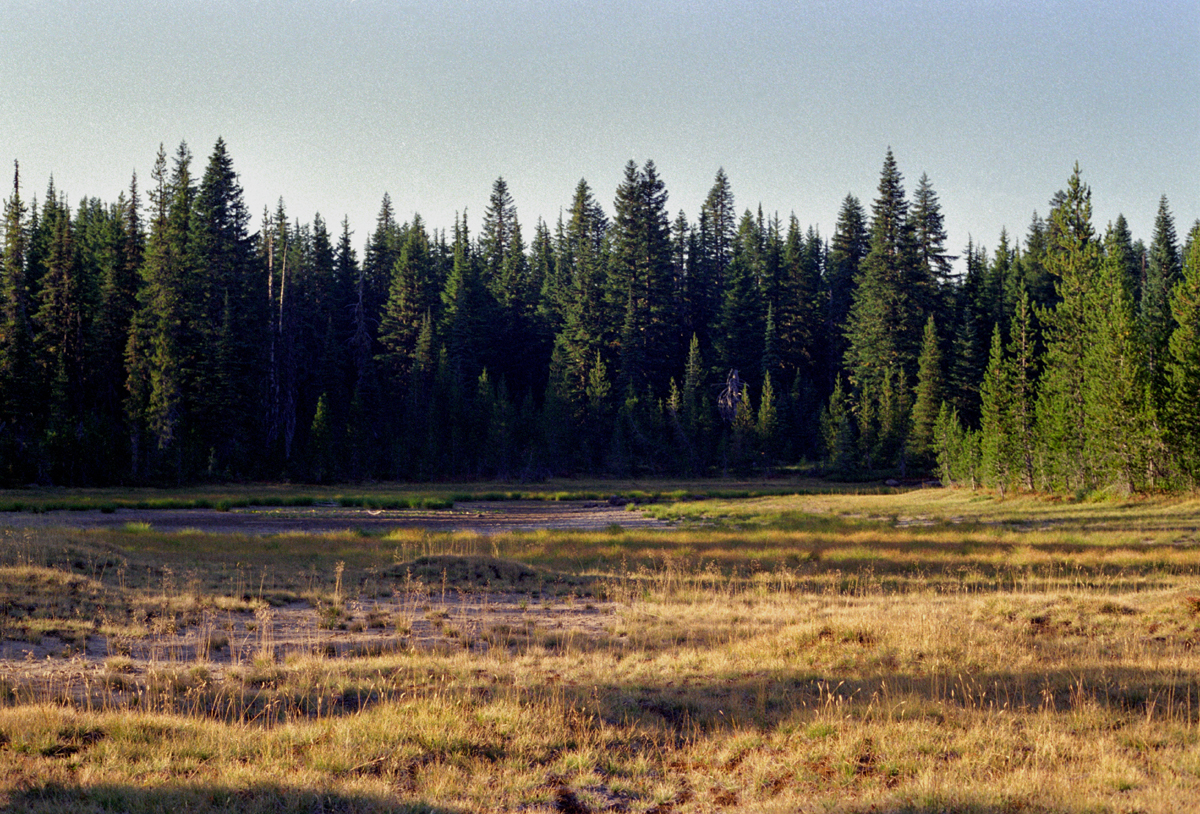
Der Indian Racetrack in der Indian Heaven Wilderness

Indian Heaven und das umliegende Wildnisgebiet haben in den vergangenen 10.000 Jahren eine bedeutende Rolle für die ortsansässigen Ureinwohner gespielt, die die Gegend Sahalee Tyee nannten, was frei übersetzt „Indian Heaven“ (deutsch Indianerhimmel) bedeutet.:220 Die Sawtooth Berry Fields, weltweit für ihre Huckleberries bekannt, brannten Ende der 1890er Jahre und erneut 1902. Spätere Brände halfen bei der Unterhaltung der Felder, indem sie die Beeren trockneten. Von 1902 bis in die Mitte der 1920er Jahre sammelten lokale Indianerstämme wie die Yakama, die Klickitat, die Wasco-Wishram und die Umatilla wie auch Gruppen von Ureinwohnern aus Montana und Wyoming im Gebiet von Indian Heaven während der Sommermonate Vorräte für Huckleberry-Festtage. Während dieser Sammlungen zelebrierten und tradierten die die ausgeführten Rituale; es gab auch Pferderennen, verschiedene Spiele, Korbflechten, getrocknetes Fleisch, gegerbte Häute und lokal gefangene Fische. 1932 kamen die Yakama Indian Reservation und der United States Forest Service überein, einen Teil der Berry Fields exklusiv für die Nutzung durch die Indianer zu reservieren; die Ernte bleibt seither eine wichtige lokale Tradition. Heute können die Markierungen des Race Track, der von den Indianern für Pferderennen benutzten Wiese, vom 0,5 mi (1 km) entfernten Pacific Crest Trail aus gesehen werden. Bäume in diesem Gebiet zeigen Narben, wo ihre Rinde zur Gewinnung von Holz für Körbe geschält wurde.:246 Die Gegend ist reich an Wild und einer Reihe von Wurzel- und Knollenpflanzen.:174

## Geologie

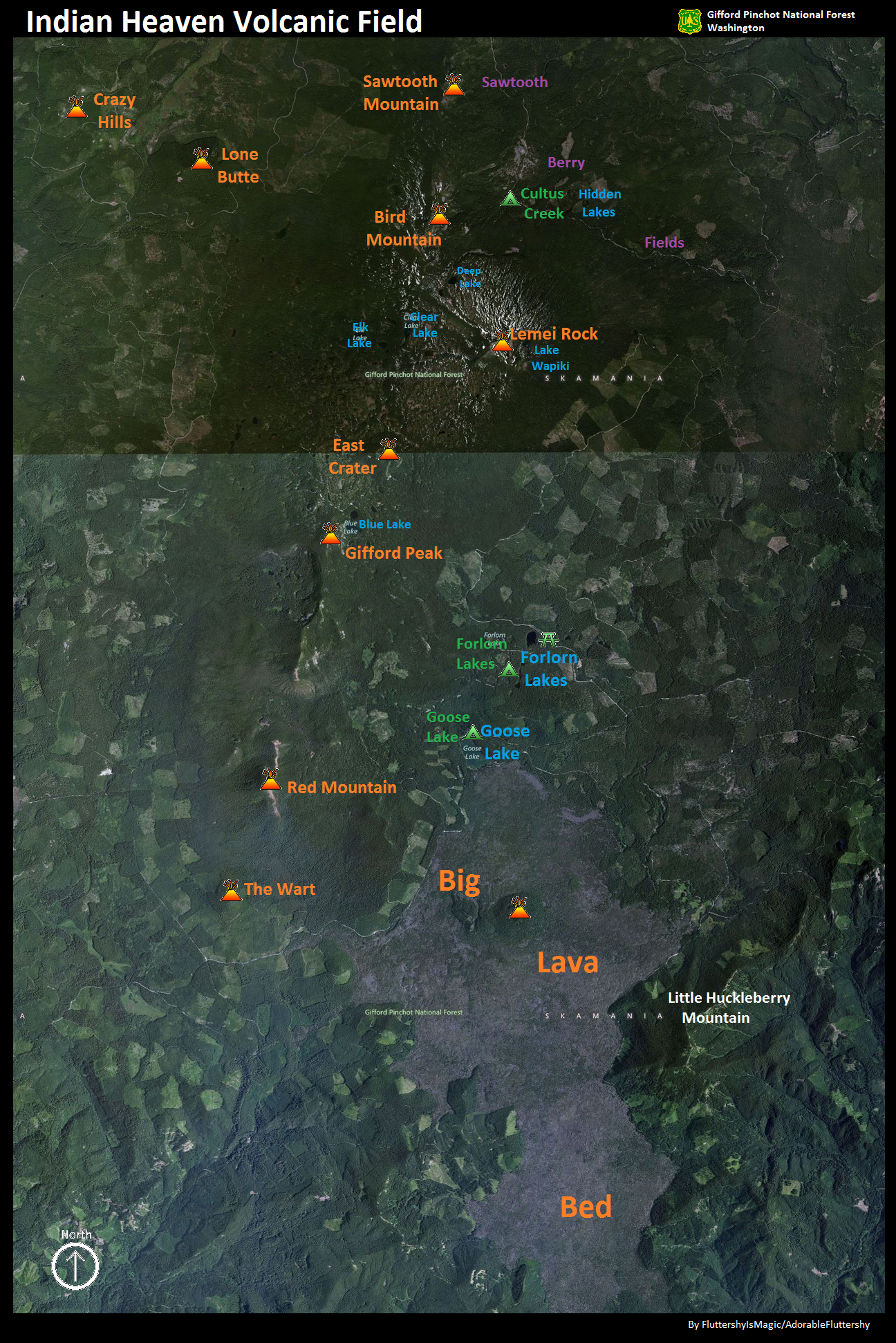
Satellitenkarte der Vulkane im Vulkanfeld von Indian Heaven

Die Umgebung von Indian Heaven ist aus den Gesteinen der West-Kaskaden aufgebaut, das aus dem Eozän bis Miozän stammt, darunter Andesite, Tuffe, sowie Ablagerungen von Laharen, pyroklastischen Strömen und anderem vulkanoklastischem Material; außerdem besteht sie aus Gesteinen der Hoch-Kaskaden, die im Pliozän und Holozän entstanden. Gesteinsschichten unter dem Material wurden deformiert und bildeten Verwerfungen, Spalten (Trennungen in der geologischen Formation), vulkanische Intrusionen und eine abgestufte abfallende Synklinale, die von Nord nach Süd verläuft. Indian Heaven liegt in der Rinne dieser Synklinale und besteht dort aus Gesteinen der Hoch-Kaskaden, welche viel weniger verändert wurden als die umgebenden Gesteinsschichten.:383 Ähnlich wie andere Kaskaden-Vulkane wurden die Vulkane von Indian Heaven durch Magmakammern gespeist, die von der Subduktion der Juan-de-Fuca-Platte unter die Westkante der nordamerikanischen Platte erzeugt wurden.:382–383
Indian Heaven besteht aus mehreren, einander überlappenden Schildvulkanen, die in einer Linie vom Sawtooth Mountain im Norden bis zum Red Mountain im Süden reichen, sowie Lavaflüssen:254 und Schlacken- und Schweißschlackenkegeln (niedrige, steilwandige Hügel oder Wälle, die aus zusammengeschweißten Lava-Fragmenten bestehen). Bei einem Gesamtausstoß von 250 Kubikkilometern hatte das Feld etwa 50 mafische eruptive Aufbauten (reich an Magnesium und Eisen),:17 a deren Aktivitäten vom Pleistozän bis zum frühen Holozän reichten.:255 Etwa die Hälfte dieser Schlote markieren ein bergiges, 19 mi (31 km) langes Hochland, welches in etwa parallel zur Nord-Süd-Ausrichtung des Kaskaden-Bogens in Süd-Washington verläuft.
Die meisten der Vulkane, die das Indian-Heaven-Feld bilden, sind monogenetisch, d. h. sie sind nur einmal vor ihrem Erlöschen ausgebrochen.:255 Bei den restlichen handelt es sich um polygenetische Schildvulkane.:383 Etwa 80 Prozent der von den Vulkanen in Indian Heaven ausgestoßenen Lava besteht aus Basalt; sie repräsentiert das größte Volumen quartären Basalts aus einem Vulkanfeld im Kaskaden-Bogen nördlich des Newberry-Vulkans in Oregon mit einer Gesamtmenge von 60 … 80 Kubikkilometern.:19 Die Zusammensetzung des Basalts variiert von Kalium-armen Aluminium-reichen Olivin-Tholeiiten bis zu kalk-alkalischen Shoshoniten und alkalischen anorogenischen Kompositionen,:19 obwohl basaltbürtige Olivine mit verschiedenen Anteilen porphyritischer Plagioklasen dominieren.:383 Vulkane innerhalb des Feldes produzierten geringere Mengen Basaltandesit sowie Andesit mit Siliciumdioxid-Anteilen von bis zu 59 %, wenn auch Dazit unter den Eruptionsprodukten in Indian Heaven nicht sehr verbreitet ist. Im Gegensatz zum Mount St. Helens hat Indian Heaven große Basalt-Volumina hervorgebracht, aber kein Aufschmelzen der Kruste.:20 Die meisten Lavaströme bestanden aus Pāhoehoe-Lava, weniger häufig waren Block-Lava und ʻAʻā-Lava. Sie erreichten unterschiedliche Mächtigkeiten zwischen 0,4 und 24 Metern mit Volumina bis zu 1,2 Kubikkilometern; es gibt etwa 40 verschiedene Gruppen von Lavaflüssen innerhalb des Feldes, die insgesamt etwa 116 km² bedecken.:383
Indian Heaven wurde durch glaziale Erosion signifikant verändert; es gab mindestens vier Haupt-Perioden der Vergletscherung.:383 Während der Hayden-Creek-Kaltzeit von vor 190.000 bis 130.000 Jahren drang der Lewis-River-Gletscher vom Mount Adams aus vor und füllte den Lewis River Canyon, wobei er teilweise das Vulkanfeld von Indian Heaven überdeckte. Eine ursprünglich vom Nordende des Feldes stammende Eiskappe breitete sich während dieser Periode aus.:342 Der Lone Butte, eine Tuya des Feldes, brach durch diesen 770 ft (235 m) dicken Gletscher hindurch aus.:342

## Geschichte der Ausbrüche und potenzielle Gefahren

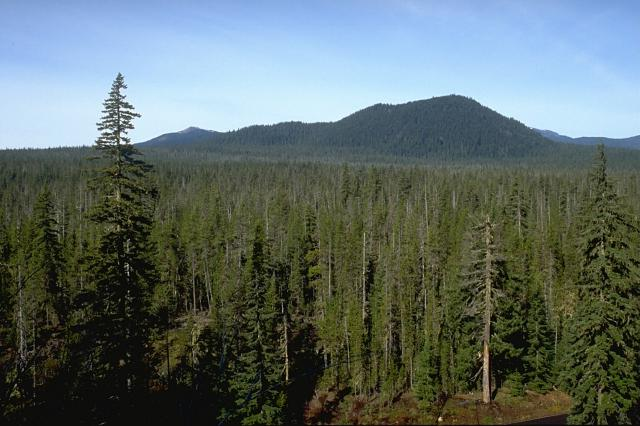
Der Schlackenkegel, der das Big Lava Bed schuf, erhebt sich über einem Wald, welcher Teile des von ihm geschaffenen Lavaflusses bedeckt.

Einer der Schlote in Indian Heaven produzierte vor etwa 9.000 Jahren eine große effusive Eruption, die das Big Lava Bed schuf, welches aus basaltischer Lava besteht.:244 Mit einer Fläche von 52 Quadratkilometern:255 und einem Volumen von 0,9 Kubikkilometern besteht das Big Lava Bed hauptsächlich aus nacktem Basalt. Es bewegte sich südwärts zum Little White Salmon River, dessen Tal es auf 10 mi (16 km) Länge ausfüllte.:255 Schließlich dehnte sich der Lavastrom über 25 km von seiner Quelle, einem unbenannten Schlackenkegel, aus. Er kam dem Columbia River bis auf 8 km nahe. Ein weiterer, älterer und besonders flüssiger Lavastrom erfasste das heutige Gebiet von Trout Lake und dehnte sich mehrere Meilen nach Süden aus, um sich so gleichfalls dem Columbia zu nähern. Er besitzt ein hohes Volumen und enthält auch Lavaröhren.:255 Diese Röhren können an vielen der Lavaströme beobachtet werden, die das Vulkanfeld Indian Heaven ausmachen; sie sind basaltischer bis andesitischer Zusammensetzung und erstrecken sich in bis zu 46 Kilometern Entfernung zu ihrer Quelle. Die eruptiven Einheiten des Feldes zeigen normale magnetische Remanenz,:386 so dass eine Entstehung aller vor längstens 780.000 Jahren naheliegt; eine Ausnahme bildet nur die Lava innerhalb des Kerngebietes des Gifford Peak.:19
Im Vulkanfeld sind eine Reihe pleistozäner subglazialer Vulkane zu finden, von denen viele sogenannte „Móbergs“ bildeten,:255 durch subglaziale Eruptionen entstandene Tafelberge. Diese Berge wie die Crazy Hills bildeten kissenartige Umrisse aus, wenn ihre Lava mit Eis oder Schmelzwasser in Kontakt kam. Das Feld umfasst auch Tuyas wie den Lone Buttle, welche als flache und steile Vulkankegel entstanden, weil sie durch Gletscher oder Eisschilde hindurch ausbrachen. Gerade der Lone Butte brach durch einen Gletscher am Indian-Heaven-Feld hindurch aus, bildete den oberen Kegel über Wasser und erzeugte pyroklastisches Material, Lavaströme und Pyroklastika, die bis zu einer Höhe von 3.300 ft (ca. 1.000 m) über seiner Basis aufgetürmt wurden. Der Lone Butte unterlag jedoch bedeutender glazialer Erosion und verlor so die Hälfte seiner ursprünglichen Aufbauten.:255
Die Aktivität wechselte sporadisch während der letzten 700.000 Jahre. Deshalb bleibt es wahrscheinlich, dass die Vulkane erneut ausbrechen und voluminöse Lavaströme erzeugen könnten.:255 Ungeachtet dessen stufte das Volcano Hazards Program der United States Geological Survey das Vulkanfeld Indian Heaven als „gering / sehr gering“ hinsichtlich seines Gefährdungspotenzials ein. Um die Gefahren potenzieller Lavaflüsse in Indian Heaven oder am nahegelegenen Mount Adams beurteilen zu können, bestimmten Geologen der USGS unter Leitung von W. E. Scott 1995 seine durchschnittliche Verschüttungsrate, die aus dem ausgestoßenen Lavavolumen pro Zeiteinheit, geteilt durch die Fläche des Lavafeldes errechnet wurde. Sie fanden heraus, dass die durchschnittliche Verschüttungsrate in Indian Heaven gering wäre, merkten jedoch an, dass Indian Heaven „einen großen Lavastrom in den vergangenen 10.000 Jahren erzeugt hatte“.:7 Bei der Schätzung der Wahrscheinlichkeit, dass die Lavaflüsse einen bestimmten Punkt in der Umgebung von Indian Heaven bedecken könnten, kamen die Geologen auf eine Spanne zwischen 1:100.000 und 1:1.000.000.:7

## Haupt-Schlote
Das Global Volcanism Program der Smithsonian Institution listet eine Reihe von Hauptschloten in Indian Heaven auf, darunter den pyroklastischen Schlot, der das Big Lava Bed in einer der jüngsten Eruptionen schuf, die Schildvulkane Bird Mountain, East Crater, Gifford Peak, Lemei Rock, Red Mountain und Sawtooth Mountain sowie die Tuya Lone Butte. Der Big-Lava-Bed-Schlot hat einen sanft ansteigenden Hang und schuf einen Lavastrom, der zur jüngsten eruptiven Aktivität im gesamten Feld gehört. Der Red Mountain markiert mit einer Höhe von 1.513 Metern den südlichsten Punkt der Schildvulkane im Feld, während der Sawtooth Mountain der nördlichste Vulkan des Feldes ist.
| Name              | Höhe in Metern | Koordinaten           |
| Big Lava Bed      | 1.279          | 45° 55′ N, 121° 45′ W |
| Bird Mountain     | 1.712          | 46° 2′ N, 121° 47′ W  |
| East Crater       | 1.614          | 46° 0′ N, 121° 47′ W  |
| Lemei Rock        | 1.806          | 46° 1′ N, 121° 46′ W  |
| Lone Butte        | 1.457          | 46° 3′ N, 121° 50′ W  |
| Red Mountain      | 1.513          | 45° 56′ N, 121° 49′ W |
| Sawtooth Mountain | 1.632          | 46° 4′ N, 121° 46′ W  |

## Tourismus

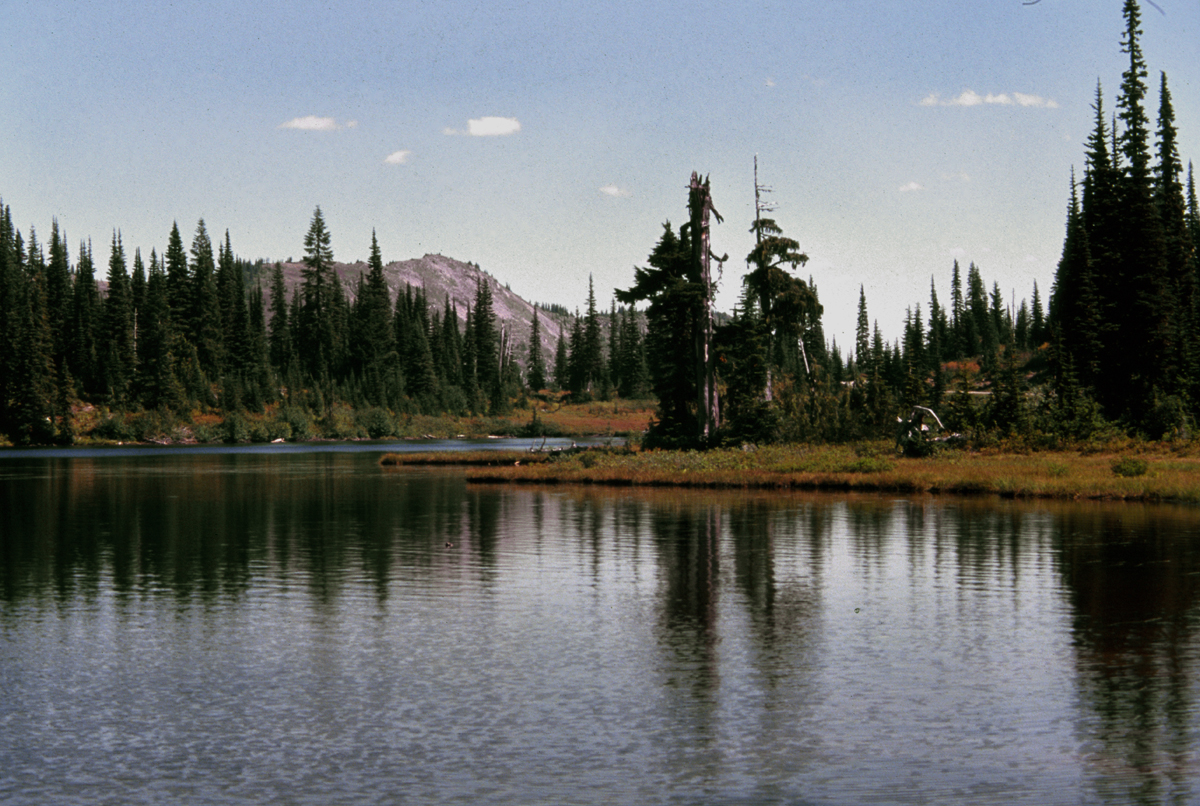
Ein kleiner See in der Indian Heaven Wilderness

Besucher der Indian Heaven Wilderness können in Seen und Tümpeln angeln, außerdem wandern, campen, reiten und die Natur beobachten.
Ein beliebter Wanderweg ist der Indian Heaven Loop, der über 10 mi (16 km) führt und am Cultus Creek Campground startet. Dem Indian Heaven Trail bis zum Deep Trail und danach zum Lemei Lake Trail folgend, führt er über Wiesen und an Seen vorbei bis zum Pacific Crest Trail, um dann zu seinem Ausgangspunkt am Cultus Creek Campground zurückzuführen. Nach der Kletterei von der letzten befestigten Straße zum Eingang zum Wildnisgebiet, welche sich über etwa 2 mi (3,2 km) hinzieht, ist das Wandern in Indian Heaven relativ wenig mühevoll. Die Wanderwege können jedoch unterschiedlich schwierig für Reiter und Wanderer sein.
Der Lake Wapiki Trail, 9,6 mi (15,4 km) lang, überwindet 2.500 ft (ca. 800 m) an Höhenmetern und bietet reizvolle Aussichten auf den Mount Adams und den Mount Rainier.:93–94 Der Blue Lake Trail in der Indian Heaven Wilderness verläuft über etwa 3,25 mi (5,2 km);:219 zusammen mit dem Lemei Lake Trail bildet er einen Rundweg über 12,3 mi (19,8 km).:88 Mit mäßiger Schwierigkeit bietet er Aussichten auf Seen, Tümpel, Wiesen und Wälder sowie Zugang zu beliebten Angel-Seen wie Dee Lake, Heather Lake, Thomas Lake und Eunice Lake.:219–220 Diese Seen sind auch zum Baden sehr beliebt, besonders bei Wanderern mit Kindern.:90 Bevor sie den Pacific Crest Trail erreicht, verläuft die Route am Blue Lake entlang, welcher bis zu 46 ft (14 m) tief und damit der tiefste See im gesamten Wildnisgebiet ist. Der Blue Lake ist durch Gletscher-Aktivitäten entstanden.:221
Einer der beliebtesten Campingplätze ist der Goose Lake Campground, der von Anglern, Bootfahrern und Schwimmern frequentiert wird. Er wird vom United States Forest Service betrieben und ist von Juli bis Oktober geöffnet. Nahe dem Thomas Lake und dem Blue Lake mitten im Wildnisgebiet wurde von Rangern des Pinchot National Forest ein Campingplatz ausgewiesen, mit dem die Hoffnung verbunden ist, die Beeinträchtigungen der natürlichen Ressourcen in hoch frequentierten Bereichen auf kleinere, kompaktere Flächen zu konzentrieren.